# Eleições autárquicas de 2013 no Funchal
As eleições autárquicas de 2013 serviram para eleger os membros dos diferentes órgãos do poder local do Concelho do Funchal.
Os resultados deram a vitória à Coligação Mudança, liderado por Paulo Cafôfo, que unia Partido Socialista, Bloco de Esquerda, Partido da Nova Democracia, Partido Trabalhista Português, Partido da Terra e Partido pelos Animais e pela Natureza.
A coligação, liderada pelos socialistas, obteve 39,22% dos votos e 5 vereados, e, assim conquistando pela primeira vez a Câmara do Funchal ao Partido Social Democrata, que perdeu o governo local que detinha desde 1976.

## Resultados Oficiais
Os resultados para os diferentes órgãos do Poder Local no Concelho do Funchal foram os seguintes:

### Câmara Municipal
| Partido                 | Partido                        | Votos   | %               | +/-   | Vereadores | +/-     |
| ----------------------- | ------------------------------ | ------- | --------------- | ----- | ---------- | ------- |
|                         | PS-B.E.-PND-MPT-PTP-PAN        | 21 102  | 39,22 / 100,00  | Novo  | 5 / 11     | Novo    |
|                         | Partido Social Democrata       | 17 450  | 32,43 / 100,00  | 19,77 | 4 / 11     | 3       |
|                         | CDS – Partido Popular          | 7 828   | 14,55 / 100,00  | 4,52  | 1 / 11     | Estável |
|                         | Coligação Democrática Unitária | 4 504   | 8,37 / 100,00   | 1,50  | 1 / 11     | Estável |
| Votos Inválidos         | Votos Inválidos                | 2 924   | 5,44 / 100,00   | 2,97  |            |         |
| Total                   | Total                          | 53 808  | 100,00 / 100,00 |       | 11 / 11    |         |
| Eleitorado/Participação | Eleitorado/Participação        | 106 637 | 50,46 / 100,00  | 2,29  |            |         |

### Assembleia Municipal
| Partido                 | Partido                        | Votos   | %               | +/-   | Vereadores | +/-  |
| ----------------------- | ------------------------------ | ------- | --------------- | ----- | ---------- | ---- |
|                         | PS-B.E.-PND-MPT-PTP-PAN        | 20 849  | 38,73 / 100,00  | Novo  | 14 / 33    | Novo |
|                         | Partido Social Democrata       | 16 387  | 30,44 / 100,00  | 18,89 | 11 / 33    | 7    |
|                         | CDS – Partido Popular          | 8 448   | 15,69 / 100,00  | 4,86  | 5 / 33     | 1    |
|                         | Coligação Democrática Unitária | 5 060   | 9,40 / 100,00   | 1,91  | 3 / 33     | 1    |
| Votos Inválidos         | Votos Inválidos                | 3 087   | 5,74 / 100,00   | 3,21  |            |      |
| Total                   | Total                          | 53 831  | 100,00 / 100,00 |       | 33 / 33    |      |
| Eleitorado/Participação | Eleitorado/Participação        | 106 637 | 50,48 / 100,00  | 2,24  |            |      |

### Assembleias de Freguesia
| Partido                 | Partido                        | Votos   | %               | +/-   | Presidentes |         | Vereadores | +/-  |
| ----------------------- | ------------------------------ | ------- | --------------- | ----- | ----------- | ------- | ---------- | ---- |
|                         | PS-B.E.-PND-MPT-PTP-PAN        | 18 967  | 35,25 / 100,00  | Novo  | 5 / 10      | Novo    | 53 / 138   | Novo |
|                         | Partido Social Democrata       | 18 466  | 34,32 / 100,00  | 19,17 | 5 / 10      | 5       | 53 / 138   | 34   |
|                         | CDS – Partido Popular          | 7 608   | 14,14 / 100,00  | 2,62  | 0 / 10      | Estável | 19 / 138   | 2    |
|                         | Coligação Democrática Unitária | 4 970   | 9,24 / 100,00   | 1,44  | 0 / 10      | Estável | 10 / 138   | 1    |
|                         | Grupo de Cidadãos              | 661     | 1,23 / 100,00   | -     | 0 / 10      | -       | 3 / 138    | -    |
| Votos Inválidos         | Votos Inválidos                | 3 136   | 5,83 / 100,00   | 3,02  |             |         |            |      |
| Total                   | Total                          | 53 808  | 100,00 / 100,00 |       | 10 / 10     |         | 138 / 138  |      |
| Eleitorado/Participação | Eleitorado/Participação        | 106 637 | 50,46 / 100,00  | 2,31  |             |         |            |      |

## Resultados por Freguesia

### Câmara Municipal
| Freguesia                  | %     | %     | %     | %     | Votantes |
| Freguesia                  | MUD   | PSD   | CDS   | CDU   | Votantes |
| -------------------------- | ----- | ----- | ----- | ----- | -------- |
| Imaculado Coração de Maria | 39,98 | 32,62 | 13,63 | 7,93  | 3 139    |
| Monte                      | 39,53 | 33,16 | 12,43 | 9,52  | 3 362    |
| Santa Luzia                | 39,03 | 36,43 | 13,26 | 5,86  | 2 918    |
| Santa Maria Maior          | 41,68 | 31,15 | 14,61 | 7,38  | 6 776    |
| Santo António              | 37,27 | 31,49 | 15,67 | 10,15 | 13 028   |
| São Gonçalo                | 39,74 | 31,18 | 16,67 | 7,05  | 3 108    |
| São Martinho               | 40,23 | 31,11 | 15,14 | 7,92  | 11 925   |
| São Pedro                  | 42,07 | 30,97 | 13,46 | 8,39  | 3 432    |
| São Roque                  | 35,88 | 37,90 | 11,67 | 8,81  | 4 903    |
| Sé                         | 38,13 | 35,74 | 16,84 | 4,85  | 1 217    |
| Funchal                    | 39,22 | 32,43 | 14,55 | 8,37  | 53 808   |

#### Imaculado Coração de Maria
| Partido                 | Partido                        | Votos | %               | +/-   |
| ----------------------- | ------------------------------ | ----- | --------------- | ----- |
|                         | PS-B.E.-PND-MPT-PTP-PAN        | 1 255 | 39,98 / 100,00  | Novo  |
|                         | Partido Social Democrata       | 1 024 | 32,62 / 100,00  | 18,48 |
|                         | CDS – Partido Popular          | 428   | 13,63 / 100,00  | 2,79  |
|                         | Coligação Democrática Unitária | 249   | 7,93 / 100,00   | 2,49  |
| Votos Inválidos         | Votos Inválidos                | 183   | 5,83 / 100,00   | 3,77  |
| Total                   | Total                          | 3 139 | 100,00 / 100,00 |       |
| Eleitorado/Participação | Eleitorado/Participação        | 6 278 | 50,00 / 100,00  | 0,49  |

#### Monte
| Partido                 | Partido                        | Votos | %               | +/-   |
| ----------------------- | ------------------------------ | ----- | --------------- | ----- |
|                         | PS-B.E.-PND-MPT-PTP-PAN        | 1 329 | 39,53 / 100,00  | Novo  |
|                         | Partido Social Democrata       | 1 115 | 33,16 / 100,00  | 19,56 |
|                         | CDS – Partido Popular          | 418   | 12,43 / 100,00  | 3,28  |
|                         | Coligação Democrática Unitária | 320   | 9,52 / 100,00   | 2,55  |
| Votos Inválidos         | Votos Inválidos                | 180   | 5,36 / 100,00   | 3,16  |
| Total                   | Total                          | 3 362 | 100,00 / 100,00 |       |
| Eleitorado/Participação | Eleitorado/Participação        | 6 377 | 52,72 / 100,00  | 1,76  |

#### Santa Luzia
| Partido                 | Partido                        | Votos | %               | +/-   |
| ----------------------- | ------------------------------ | ----- | --------------- | ----- |
|                         | PS-B.E.-PND-MPT-PTP-PAN        | 1 139 | 39,03 / 100,00  | Novo  |
|                         | Partido Social Democrata       | 1 063 | 36,43 / 100,00  | 14,63 |
|                         | CDS – Partido Popular          | 387   | 13,26 / 100,00  | 2,35  |
|                         | Coligação Democrática Unitária | 171   | 5,86 / 100,00   | 0,70  |
| Votos Inválidos         | Votos Inválidos                | 158   | 5,42 / 100,00   | 3,37  |
| Total                   | Total                          | 2 918 | 100,00 / 100,00 |       |
| Eleitorado/Participação | Eleitorado/Participação        | 5 743 | 50,81 / 100,00  | 0,43  |

#### Santa Maria Maior
| Partido                 | Partido                        | Votos  | %               | +/-   |
| ----------------------- | ------------------------------ | ------ | --------------- | ----- |
|                         | PS-B.E.-PND-MPT-PTP-PAN        | 2 824  | 41,68 / 100,00  | Novo  |
|                         | Partido Social Democrata       | 2 111  | 31,15 / 100,00  | 16,51 |
|                         | CDS – Partido Popular          | 990    | 14,61 / 100,00  | 3,17  |
|                         | Coligação Democrática Unitária | 500    | 7,38 / 100,00   | 1,13  |
| Votos Inválidos         | Votos Inválidos                | 351    | 5,18 / 100,00   | 2,40  |
| Total                   | Total                          | 6 776  | 100,00 / 100,00 |       |
| Eleitorado/Participação | Eleitorado/Participação        | 13 361 | 50,71 / 100,00  | 0,79  |

#### Santo António
| Partido                 | Partido                        | Votos  | %               | +/-   |
| ----------------------- | ------------------------------ | ------ | --------------- | ----- |
|                         | PS-B.E.-PND-MPT-PTP-PAN        | 4 856  | 37,27 / 100,00  | Novo  |
|                         | Partido Social Democrata       | 4 102  | 31,49 / 100,00  | 22,14 |
|                         | CDS – Partido Popular          | 2 042  | 15,67 / 100,00  | 6,96  |
|                         | Coligação Democrática Unitária | 1 322  | 10,15 / 100,00  | 0,21  |
| Votos Inválidos         | Votos Inválidos                | 706    | 5,42 / 100,00   | 2,79  |
| Total                   | Total                          | 13 028 | 100,00 / 100,00 |       |
| Eleitorado/Participação | Eleitorado/Participação        | 24 753 | 52,63 / 100,00  | 3,22  |

#### São Gonçalo
| Partido                 | Partido                        | Votos | %               | +/-   |
| ----------------------- | ------------------------------ | ----- | --------------- | ----- |
|                         | PS-B.E.-PND-MPT-PTP-PAN        | 1 235 | 39,74 / 100,00  | Novo  |
|                         | Partido Social Democrata       | 969   | 31,18 / 100,00  | 22,68 |
|                         | CDS – Partido Popular          | 518   | 16,67 / 100,00  | 7,26  |
|                         | Coligação Democrática Unitária | 219   | 7,05 / 100,00   | 1,49  |
| Votos Inválidos         | Votos Inválidos                | 167   | 5,37 / 100,00   | 2,82  |
| Total                   | Total                          | 3 108 | 100,00 / 100,00 |       |
| Eleitorado/Participação | Eleitorado/Participação        | 6 058 | 51,30 / 100,00  | 1,93  |

#### São Martinho
| Partido                 | Partido                        | Votos  | %               | +/-   |
| ----------------------- | ------------------------------ | ------ | --------------- | ----- |
|                         | PS-B.E.-PND-MPT-PTP-PAN        | 4 797  | 40,23 / 100,00  | Novo  |
|                         | Partido Social Democrata       | 3 710  | 31,11 / 100,00  | 21,51 |
|                         | CDS – Partido Popular          | 1 806  | 15,14 / 100,00  | 4,57  |
|                         | Coligação Democrática Unitária | 944    | 7,92 / 100,00   | 2,71  |
| Votos Inválidos         | Votos Inválidos                | 668    | 5,60 / 100,00   | 3,26  |
| Total                   | Total                          | 11 925 | 100,00 / 100,00 |       |
| Eleitorado/Participação | Eleitorado/Participação        | 24 812 | 48,06 / 100,00  | 4,24  |

#### São Pedro
| Partido                 | Partido                        | Votos | %               | +/-   |
| ----------------------- | ------------------------------ | ----- | --------------- | ----- |
|                         | PS-B.E.-PND-MPT-PTP-PAN        | 1 444 | 42,07 / 100,00  | Novo  |
|                         | Partido Social Democrata       | 1 063 | 30,97 / 100,00  | 16,09 |
|                         | CDS – Partido Popular          | 462   | 13,46 / 100,00  | 1,30  |
|                         | Coligação Democrática Unitária | 288   | 8,39 / 100,00   | 1,90  |
| Votos Inválidos         | Votos Inválidos                | 175   | 5,10 / 100,00   | 2,56  |
| Total                   | Total                          | 3 432 | 100,00 / 100,00 |       |
| Eleitorado/Participação | Eleitorado/Participação        | 7 482 | 45,87 / 100,00  | 0,58  |

#### São Roque
| Partido                 | Partido                        | Votos | %               | +/-   |
| ----------------------- | ------------------------------ | ----- | --------------- | ----- |
|                         | Partido Social Democrata       | 1 858 | 37,90 / 100,00  | 20,02 |
|                         | PS-B.E.-PND-MPT-PTP-PAN        | 1 759 | 35,88 / 100,00  | Novo  |
|                         | CDS – Partido Popular          | 572   | 11,67 / 100,00  | 3,89  |
|                         | Coligação Democrática Unitária | 432   | 8,81 / 100,00   | 1,41  |
| Votos Inválidos         | Votos Inválidos                | 282   | 5,75 / 100,00   | 3,22  |
| Total                   | Total                          | 4 903 | 100,00 / 100,00 |       |
| Eleitorado/Participação | Eleitorado/Participação        | 8 796 | 55,74 / 100,00  | 2,76  |

#### Sé
| Partido                 | Partido                        | Votos | %               | +/-   |
| ----------------------- | ------------------------------ | ----- | --------------- | ----- |
|                         | PS-B.E.-PND-MPT-PTP-PAN        | 464   | 38,13 / 100,00  | Novo  |
|                         | Partido Social Democrata       | 435   | 35,74 / 100,00  | 14,50 |
|                         | CDS – Partido Popular          | 205   | 16,84 / 100,00  | 3,13  |
|                         | Coligação Democrática Unitária | 59    | 4,85 / 100,00   | 0,81  |
| Votos Inválidos         | Votos Inválidos                | 54    | 4,44 / 100,00   | 2,06  |
| Total                   | Total                          | 1 217 | 100,00 / 100,00 |       |
| Eleitorado/Participação | Eleitorado/Participação        | 2 977 | 40,88 / 100,00  | 2,71  |

### Assembleia Municipal
| Freguesia                  | %     | %     | %     | %     | Votantes |
| Freguesia                  | MUD   | PSD   | CDS   | CDU   | Votantes |
| -------------------------- | ----- | ----- | ----- | ----- | -------- |
| Imaculado Coração de Maria | 39,23 | 31,29 | 14,56 | 9,02  | 3 138    |
| Monte                      | 39,98 | 31,20 | 13,38 | 10,29 | 3 362    |
| Santa Luzia                | 38,28 | 34,24 | 14,26 | 7,23  | 2 918    |
| Santa Maria Maior          | 40,79 | 29,51 | 15,79 | 8,60  | 6 801    |
| Santo António              | 37,09 | 29,65 | 16,24 | 11,15 | 13 030   |
| São Gonçalo                | 39,31 | 28,40 | 18,74 | 7,92  | 3 106    |
| São Martinho               | 39,64 | 29,13 | 16,41 | 8,74  | 11 924   |
| São Pedro                  | 41,05 | 28,23 | 15,76 | 9,27  | 3 432    |
| São Roque                  | 35,41 | 35,71 | 12,81 | 10,24 | 4 903    |
| Sé                         | 37,55 | 33,77 | 18,65 | 6,08  | 1 217    |
| Funchal                    | 38,73 | 30,44 | 15,69 | 9,40  | 53 831   |

#### Imaculado Coração de Maria
| Partido                 | Partido                        | Votos | %               | +/-   |
| ----------------------- | ------------------------------ | ----- | --------------- | ----- |
|                         | PS-B.E.-PND-MPT-PTP-PAN        | 1 231 | 39,23 / 100,00  | Novo  |
|                         | Partido Social Democrata       | 982   | 31,29 / 100,00  | 16,67 |
|                         | CDS – Partido Popular          | 457   | 14,56 / 100,00  | 2,01  |
|                         | Coligação Democrática Unitária | 283   | 9,02 / 100,00   | 3,23  |
| Votos Inválidos         | Votos Inválidos                | 185   | 5,89 / 100,00   | 3,18  |
| Total                   | Total                          | 3 138 | 100,00 / 100,00 |       |
| Eleitorado/Participação | Eleitorado/Participação        | 6 278 | 49,98 / 100,00  | 0,90  |

#### Monte
| Partido                 | Partido                        | Votos | %               | +/-   |
| ----------------------- | ------------------------------ | ----- | --------------- | ----- |
|                         | PS-B.E.-PND-MPT-PTP-PAN        | 1 344 | 39,98 / 100,00  | Novo  |
|                         | Partido Social Democrata       | 1 049 | 31,20 / 100,00  | 18,15 |
|                         | CDS – Partido Popular          | 450   | 13,38 / 100,00  | 3,34  |
|                         | Coligação Democrática Unitária | 346   | 10,29 / 100,00  | 2,83  |
| Votos Inválidos         | Votos Inválidos                | 173   | 5,15 / 100,00   | 2,78  |
| Total                   | Total                          | 3 362 | 100,00 / 100,00 |       |
| Eleitorado/Participação | Eleitorado/Participação        | 6 377 | 52,72 / 100,00  | 1,76  |

#### Santa Luzia
| Partido                 | Partido                        | Votos | %               | +/-   |
| ----------------------- | ------------------------------ | ----- | --------------- | ----- |
|                         | PS-B.E.-PND-MPT-PTP-PAN        | 1 117 | 38,28 / 100,00  | Novo  |
|                         | Partido Social Democrata       | 999   | 34,24 / 100,00  | 14,38 |
|                         | CDS – Partido Popular          | 416   | 14,26 / 100,00  | 2,89  |
|                         | Coligação Democrática Unitária | 211   | 7,23 / 100,00   | 1,68  |
| Votos Inválidos         | Votos Inválidos                | 175   | 6,00 / 100,00   | 3,18  |
| Total                   | Total                          | 2 918 | 100,00 / 100,00 |       |
| Eleitorado/Participação | Eleitorado/Participação        | 5 743 | 50,81 / 100,00  | 0,43  |

#### Santa Maria Maior
| Partido                 | Partido                        | Votos  | %               | +/-   |
| ----------------------- | ------------------------------ | ------ | --------------- | ----- |
|                         | PS-B.E.-PND-MPT-PTP-PAN        | 2 774  | 40,79 / 100,00  | Novo  |
|                         | Partido Social Democrata       | 2 007  | 29,51 / 100,00  | 15,00 |
|                         | CDS – Partido Popular          | 1 074  | 15,79 / 100,00  | 3,43  |
|                         | Coligação Democrática Unitária | 585    | 8,60 / 100,00   | 1,66  |
| Votos Inválidos         | Votos Inválidos                | 361    | 5,31 / 100,00   | 2,61  |
| Total                   | Total                          | 6 801  | 100,00 / 100,00 |       |
| Eleitorado/Participação | Eleitorado/Participação        | 13 361 | 50,90 / 100,00  | 0,60  |

#### Santo António
| Partido                 | Partido                        | Votos  | %               | +/-   |
| ----------------------- | ------------------------------ | ------ | --------------- | ----- |
|                         | PS-B.E.-PND-MPT-PTP-PAN        | 4 833  | 37,09 / 100,00  | Novo  |
|                         | Partido Social Democrata       | 3 864  | 29,65 / 100,00  | 20,88 |
|                         | CDS – Partido Popular          | 2 116  | 16,24 / 100,00  | 6,90  |
|                         | Coligação Democrática Unitária | 1 453  | 11,15 / 100,00  | 0,23  |
| Votos Inválidos         | Votos Inválidos                | 764    | 5,87 / 100,00   | 3,26  |
| Total                   | Total                          | 13 030 | 100,00 / 100,00 |       |
| Eleitorado/Participação | Eleitorado/Participação        | 24 753 | 52,64 / 100,00  | 3,21  |

#### São Gonçalo
| Partido                 | Partido                        | Votos | %               | +/-   |
| ----------------------- | ------------------------------ | ----- | --------------- | ----- |
|                         | PS-B.E.-PND-MPT-PTP-PAN        | 1 221 | 39,31 / 100,00  | Novo  |
|                         | Partido Social Democrata       | 882   | 28,40 / 100,00  | 21,01 |
|                         | CDS – Partido Popular          | 582   | 18,74 / 100,00  | 8,48  |
|                         | Coligação Democrática Unitária | 246   | 7,92 / 100,00   | 1,63  |
| Votos Inválidos         | Votos Inválidos                | 175   | 5,63 / 100,00   | 2,99  |
| Total                   | Total                          | 3 106 | 100,00 / 100,00 |       |
| Eleitorado/Participação | Eleitorado/Participação        | 6 058 | 51,27 / 100,00  | 1,96  |

#### São Martinho
| Partido                 | Partido                        | Votos  | %               | +/-   |
| ----------------------- | ------------------------------ | ------ | --------------- | ----- |
|                         | PS-B.E.-PND-MPT-PTP-PAN        | 4 727  | 39,64 / 100,00  | Novo  |
|                         | Partido Social Democrata       | 3 473  | 29,13 / 100,00  | 20,25 |
|                         | CDS – Partido Popular          | 1 957  | 16,41 / 100,00  | 4,88  |
|                         | Coligação Democrática Unitária | 1 042  | 8,74 / 100,00   | 2,94  |
| Votos Inválidos         | Votos Inválidos                | 725    | 6,08 / 100,00   | 3,63  |
| Total                   | Total                          | 11 924 | 100,00 / 100,00 |       |
| Eleitorado/Participação | Eleitorado/Participação        | 24 812 | 48,06 / 100,00  | 4,24  |

#### São Pedro
| Partido                 | Partido                        | Votos | %               | +/-   |
| ----------------------- | ------------------------------ | ----- | --------------- | ----- |
|                         | PS-B.E.-PND-MPT-PTP-PAN        | 1 409 | 41,05 / 100,00  | Novo  |
|                         | Partido Social Democrata       | 969   | 28,23 / 100,00  | 16,95 |
|                         | CDS – Partido Popular          | 541   | 15,76 / 100,00  | 2,97  |
|                         | Coligação Democrática Unitária | 318   | 9,27 / 100,00   | 2,28  |
| Votos Inválidos         | Votos Inválidos                | 195   | 5,68 / 100,00   | 2,98  |
| Total                   | Total                          | 3 432 | 100,00 / 100,00 |       |
| Eleitorado/Participação | Eleitorado/Participação        | 7 482 | 45,87 / 100,00  | 0,58  |

#### São Roque
| Partido                 | Partido                        | Votos | %               | +/-   |
| ----------------------- | ------------------------------ | ----- | --------------- | ----- |
|                         | Partido Social Democrata       | 1 751 | 35,71 / 100,00  | 19,90 |
|                         | PS-B.E.-PND-MPT-PTP-PAN        | 1 736 | 35,41 / 100,00  | Novo  |
|                         | CDS – Partido Popular          | 628   | 12,81 / 100,00  | 5,05  |
|                         | Coligação Democrática Unitária | 502   | 10,24 / 100,00  | 2,72  |
| Votos Inválidos         | Votos Inválidos                | 286   | 5,83 / 100,00   | 3,32  |
| Total                   | Total                          | 4 903 | 100,00 / 100,00 |       |
| Eleitorado/Participação | Eleitorado/Participação        | 8 796 | 55,74 / 100,00  | 2,76  |

#### Sé
| Partido                 | Partido                        | Votos | %               | +/-   |
| ----------------------- | ------------------------------ | ----- | --------------- | ----- |
|                         | PS-B.E.-PND-MPT-PTP-PAN        | 457   | 37,55 / 100,00  | Novo  |
|                         | Partido Social Democrata       | 411   | 33,77 / 100,00  | 13,22 |
|                         | CDS – Partido Popular          | 227   | 18,65 / 100,00  | 2,88  |
|                         | Coligação Democrática Unitária | 74    | 6,08 / 100,00   | 1,33  |
| Votos Inválidos         | Votos Inválidos                | 48    | 3,94 / 100,00   | 1,80  |
| Total                   | Total                          | 1 217 | 100,00 / 100,00 |       |
| Eleitorado/Participação | Eleitorado/Participação        | 2 977 | 40,88 / 100,00  | 2,71  |

### Juntas de Freguesia

#### Imaculado Coração de Maria
| Partido                 | Partido                        | Votos | %               | +/-   | Vereadores | +/-     |
| ----------------------- | ------------------------------ | ----- | --------------- | ----- | ---------- | ------- |
|                         | PS-B.E.-PND-MPT-PTP-PAN        | 1 151 | 36,68 / 100,00  | Novo  | 5 / 13     | Novo    |
|                         | Partido Social Democrata       | 1 107 | 35,28 / 100,00  | 16,26 | 5 / 13     | 2       |
|                         | CDS – Partido Popular          | 423   | 13,48 / 100,00  | 0,35  | 2 / 13     | Estável |
|                         | Coligação Democrática Unitária | 274   | 8,73 / 100,00   | 2,27  | 1 / 13     | Estável |
| Votos Inválidos         | Votos Inválidos                | 183   | 5,93 / 100,00   | 3,42  |            |         |
| Total                   | Total                          | 3 138 | 100,00 / 100,00 |       | 13 / 13    |         |
| Eleitorado/Participação | Eleitorado/Participação        | 6 278 | 49,98 / 100,00  | 0,42  |            |         |

#### Monte
| Partido                 | Partido                                 | Votos | %               | +/-   | Vereadores | +/-     |
| ----------------------- | --------------------------------------- | ----- | --------------- | ----- | ---------- | ------- |
|                         | Partido Social Democrata                | 1 146 | 34,09 / 100,00  | 19,28 | 5 / 13     | 4       |
|                         | PS-B.E.-PND-MPT-PTP-PAN                 | 1 021 | 30,37 / 100,00  | Novo  | 4 / 13     | Novo    |
|                         | Lista Independente à Freguesia do Monte | 661   | 19,66 / 100,00  | Novo  | 3 / 13     | Novo    |
|                         | Coligação Democrática Unitária          | 351   | 10,44 / 100,00  | 3,44  | 1 / 13     | Estável |
| Votos Inválidos         | Votos Inválidos                         | 183   | 5,44 / 100,00   | 2,86  |            |         |
| Total                   | Total                                   | 3 362 | 100,00 / 100,00 |       | 13 / 13    |         |
| Eleitorado/Participação | Eleitorado/Participação                 | 6 377 | 52,72 / 100,00  | 1,76  |            |         |

#### Santa Luzia
| Partido                 | Partido                        | Votos | %               | +/-   | Vereadores | +/-     |
| ----------------------- | ------------------------------ | ----- | --------------- | ----- | ---------- | ------- |
|                         | Partido Social Democrata       | 1 287 | 44,11 / 100,00  | 10,65 | 6 / 13     | 3       |
|                         | PS-B.E.-PND-MPT-PTP-PAN        | 944   | 32,35 / 100,00  | Novo  | 5 / 13     | Novo    |
|                         | CDS – Partido Popular          | 395   | 13,54 / 100,00  | 0,61  | 2 / 13     | Estável |
|                         | Coligação Democrática Unitária | 161   | 5,52 / 100,00   | 0,36  | 0 / 13     | Estável |
| Votos Inválidos         | Votos Inválidos                | 131   | 4,49 / 100,00   | 2,08  |            |         |
| Total                   | Total                          | 2 918 | 100,00 / 100,00 |       | 13 / 13    |         |
| Eleitorado/Participação | Eleitorado/Participação        | 5 743 | 50,81 / 100,00  | 0,44  |            |         |

#### Santa Maria Maior
| Partido                 | Partido                        | Votos  | %               | +/-   | Vereadores | +/-     |
| ----------------------- | ------------------------------ | ------ | --------------- | ----- | ---------- | ------- |
|                         | PS-B.E.-PND-MPT-PTP-PAN        | 2 594  | 38,29 / 100,00  | Novo  | 5 / 13     | Novo    |
|                         | Partido Social Democrata       | 2 191  | 32,34 / 100,00  | 15,13 | 5 / 13     | 2       |
|                         | CDS – Partido Popular          | 1 026  | 15,14 / 100,00  | 1,76  | 2 / 13     | Estável |
|                         | Coligação Democrática Unitária | 572    | 8,44 / 100,00   | 1,13  | 1 / 13     | Estável |
| Votos Inválidos         | Votos Inválidos                | 392    | 5,79 / 100,00   | 2,61  |            |         |
| Total                   | Total                          | 6 775  | 100,00 / 100,00 |       | 13 / 13    |         |
| Eleitorado/Participação | Eleitorado/Participação        | 13 361 | 50,71 / 100,00  | 0,79  |            |         |

#### Santo António
| Partido                 | Partido                        | Votos  | %               | +/-   | Vereadores | +/-     |
| ----------------------- | ------------------------------ | ------ | --------------- | ----- | ---------- | ------- |
|                         | Partido Social Democrata       | 4 556  | 34,97 / 100,00  | 18,40 | 7 / 19     | 4       |
|                         | PS-B.E.-PND-MPT-PTP-PAN        | 4 355  | 33,42 / 100,00  | Novo  | 7 / 19     | Novo    |
|                         | CDS – Partido Popular          | 1 922  | 14,75 / 100,00  | 4,66  | 3 / 19     | 1       |
|                         | Coligação Democrática Unitária | 1 404  | 10,78 / 100,00  | 1,18  | 2 / 19     | Estável |
| Votos Inválidos         | Votos Inválidos                | 793    | 6,09 / 100,00   | 3,38  |            |         |
| Total                   | Total                          | 13 030 | 100,00 / 100,00 |       | 19 / 19    |         |
| Eleitorado/Participação | Eleitorado/Participação        | 24 753 | 52,64 / 100,00  | 3,30  |            |         |

#### São Gonçalo
| Partido                 | Partido                        | Votos | %               | +/-   | Vereadores | +/-     |
| ----------------------- | ------------------------------ | ----- | --------------- | ----- | ---------- | ------- |
|                         | PS-B.E.-PND-MPT-PTP-PAN        | 1 097 | 35,30 / 100,00  | Novo  | 5 / 13     | Novo    |
|                         | Partido Social Democrata       | 1 016 | 32,69 / 100,00  | 21,99 | 5 / 13     | 4       |
|                         | CDS – Partido Popular          | 594   | 19,11 / 100,00  | 8,16  | 2 / 13     | 1       |
|                         | Coligação Democrática Unitária | 223   | 7,18 / 100,00   | 0,98  | 1 / 13     | Estável |
| Votos Inválidos         | Votos Inválidos                | 178   | 4,73 / 100,00   | 2,24  |            |         |
| Total                   | Total                          | 3 108 | 100,00 / 100,00 |       | 13 / 13    |         |
| Eleitorado/Participação | Eleitorado/Participação        | 6 058 | 51,30 / 100,00  | 1,93  |            |         |

#### São Martinho
| Partido                 | Partido                        | Votos  | %               | +/-   | Vereadores | +/-  |
| ----------------------- | ------------------------------ | ------ | --------------- | ----- | ---------- | ---- |
|                         | PS-B.E.-PND-MPT-PTP-PAN        | 4 462  | 37,42 / 100,00  | Novo  | 8 / 19     | Novo |
|                         | Partido Social Democrata       | 3 670  | 30,78 / 100,00  | 23,52 | 6 / 19     | 6    |
|                         | CDS – Partido Popular          | 1 900  | 15,93 / 100,00  | 3,66  | 3 / 19     | 1    |
|                         | Coligação Democrática Unitária | 1 148  | 9,63 / 100,00   | 3,69  | 2 / 19     | 1    |
| Votos Inválidos         | Votos Inválidos                | 745    | 6,25 / 100,00   | 3,34  |            |      |
| Total                   | Total                          | 11 925 | 100,00 / 100,00 |       | 19 / 19    |      |
| Eleitorado/Participação | Eleitorado/Participação        | 24 812 | 48,06 / 100,00  | 2,24  |            |      |

#### São Pedro
| Partido                 | Partido                        | Votos | %               | +/-   | Vereadores | +/-     |
| ----------------------- | ------------------------------ | ----- | --------------- | ----- | ---------- | ------- |
|                         | PS-B.E.-PND-MPT-PTP-PAN        | 1 366 | 39,80 / 100,00  | Novo  | 6 / 13     | Novo    |
|                         | Partido Social Democrata       | 1 034 | 30,13 / 100,00  | 18,31 | 4 / 13     | 3       |
|                         | CDS – Partido Popular          | 531   | 15,47 / 100,00  | 1,63  | 2 / 13     | Estável |
|                         | Coligação Democrática Unitária | 304   | 8,86 / 100,00   | 1,04  | 1 / 13     | Estável |
| Votos Inválidos         | Votos Inválidos                | 197   | 5,74 / 100,00   | 2,48  |            |         |
| Total                   | Total                          | 3 432 | 100,00 / 100,00 |       | 13 / 13    |         |
| Eleitorado/Participação | Eleitorado/Participação        | 7 482 | 45,87 / 100,00  | 0,58  |            |         |

#### São Roque
| Partido                 | Partido                        | Votos | %               | +/-   | Vereadores | +/-     |
| ----------------------- | ------------------------------ | ----- | --------------- | ----- | ---------- | ------- |
|                         | Partido Social Democrata       | 2 029 | 41,38 / 100,00  | 22,48 | 6 / 13     | 4       |
|                         | PS-B.E.-PND-MPT-PTP-PAN        | 1 549 | 31,59 / 100,00  | Novo  | 5 / 13     | Novo    |
|                         | CDS – Partido Popular          | 591   | 12,05 / 100,00  | 4,90  | 1 / 13     | Estável |
|                         | Coligação Democrática Unitária | 456   | 9,30 / 100,00   | 2,44  | 1 / 13     | Estável |
| Votos Inválidos         | Votos Inválidos                | 278   | 5,67 / 100,00   | 3,04  |            |         |
| Total                   | Total                          | 4 903 | 100,00 / 100,00 |       | 13 / 13    |         |
| Eleitorado/Participação | Eleitorado/Participação        | 8 796 | 55,74 / 100,00  | 2,76  |            |         |

#### Sé
| Partido                 | Partido                        | Votos | %               | +/-   | Vereadores | +/-     |
| ----------------------- | ------------------------------ | ----- | --------------- | ----- | ---------- | ------- |
|                         | Partido Social Democrata       | 430   | 35,33 / 100,00  | 17,13 | 4 / 9      | 2       |
|                         | PS-B.E.-PND-MPT-PTP-PAN        | 428   | 35,17 / 100,00  | Novo  | 3 / 9      | Novo    |
|                         | CDS – Partido Popular          | 226   | 18,57 / 100,00  | 0,11  | 2 / 9      | Estável |
|                         | Coligação Democrática Unitária | 77    | 6,33 / 100,00   | 1,34  | 0 / 9      | Estável |
| Votos Inválidos         | Votos Inválidos                | 56    | 4,60 / 100,00   | 1,20  |            |         |
| Total                   | Total                          | 1 217 | 100,00 / 100,00 |       | 13 / 13    |         |
| Eleitorado/Participação | Eleitorado/Participação        | 2 977 | 40,88 / 100,00  | 2,71  |            |         |

#### Juntas antes e depois das Eleições
| Freguesia                  | 2009-2013 | 2009-2013                | 2009-2013      | 2013-2017 | 2013-2017                | 2013-2017      |
| -------------------------- | --------- | ------------------------ | -------------- | --------- | ------------------------ | -------------- |
| Imaculado Coração de Maria |           | Partido Social Democrata | 51,54 / 100,00 |           | PS-B.E.-PND-MPT-PTP-PAN  | 36,68 / 100,00 |
| Monte                      |           | Partido Social Democrata | 53,37 / 100,00 |           | Partido Social Democrata | 34,09 / 100,00 |
| Santa Luzia                |           | Partido Social Democrata | 54,76 / 100,00 |           | Partido Social Democrata | 44,11 / 100,00 |
| Santa Maria Maior          |           | Partido Social Democrata | 47,47 / 100,00 |           | PS-B.E.-PND-MPT-PTP-PAN  | 38,29 / 100,00 |
| Santo António              |           | Partido Social Democrata | 53,37 / 100,00 |           | Partido Social Democrata | 34,97 / 100,00 |
| São Gonçalo                |           | Partido Social Democrata | 54,68 / 100,00 |           | PS-B.E.-PND-MPT-PTP-PAN  | 35,30 / 100,00 |
| São Martinho               |           | Partido Social Democrata | 54,30 / 100,00 |           | PS-B.E.-PND-MPT-PTP-PAN  | 37,42 / 100,00 |
| São Pedro                  |           | Partido Social Democrata | 48,44 / 100,00 |           | PS-B.E.-PND-MPT-PTP-PAN  | 39,80 / 100,00 |
| São Roque                  |           | Partido Social Democrata | 63,86 / 100,00 |           | Partido Social Democrata | 41,38 / 100,00 |
| Sé                         |           | Partido Social Democrata | 52,46 / 100,00 |           | Partido Social Democrata | 35,33 / 100,00 |